# Franz Josef Huber

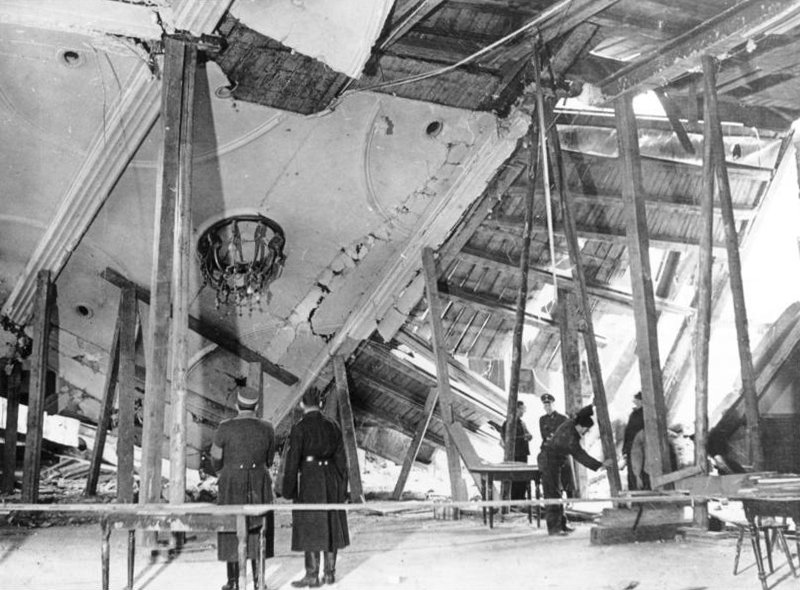
Bürgerbräukeller efter bombattentatet 1939.

Franz Josef Huber, född 22 januari 1902 i München, Tyskland, död 30 januari 1975 i München, var en tysk SS-officer. Han var chef för Gestapo i Wien samt inspektör för Sipo och Sicherheitsdienst i Reichsgaue Wien, Niederdonau och Oberdonau.

## Biografi
Franz Josef Huber växte upp i en strängt katolsk familj. 1922 inledde han sin bana inom Münchens polisväsen, där han så småningom fick till uppgift att övervaka det framväxande Nationalsocialistiska tyska arbetarepartiets (NSDAP) möten och aktiviteter.
När Adolf Hitler och NSDAP hade gripit makten den 30 januari 1933, kallades Huber till Reinhard Heydrich i tron att han skulle avskedas och fängslas, men istället anställdes Huber tillsammans med Josef Meisinger och Heinrich Müller vid Geheime Staatspolizeiamts (Gestapas) högkvarter i Berlin.
Omedelbart efter Anschluss, Nazitysklands annektering av Österrike den 13 mars 1938, utnämndes Huber till chef för Gestapo i Wien, en post som han kom att inneha till andra världskrigets slut. Huber var därtill inspektör för Sipo och Sicherheitsdienst i Reichsgaue Wien, Niederdonau och Oberdonau och därmed även officiellt chef för Zentralstelle für jüdische Auswanderung, en byrå för tvångsemigration av judar. Huber, som var politisk rådgivare åt Wiens ståthållare, Baldur von Schirach, var ansvarig för massdeportationen av Österrikes judar.
Den 8 november 1939 förövade motståndsmannen Georg Elser ett bombattentat mot Adolf Hitler när denne besökte Bürgerbräukeller med anledning av 16-årsminnet av ölkällarkuppen. Bomben detonerade som planerat, men Hitler hade lämnat lokalen 13 minuter tidigare. Åtta personer dödades, och sextiotre skadades. Huber fick tillsammans med Arthur Nebe i uppgift att utreda attentatet.
Senhösten 1944 utsågs Huber, på inrådan av chefen för Reichssicherheitsdienst (RSHA), Ernst Kaltenbrunner, till befälhavare för Sipo och Sicherheitsdienst inom Wehrkreis XVII, det vill säga Gaue Wien, Niederdonau och Oberdonau (med södra Sudetenland). Hubers sista tjänstegrad var SS-Brigadeführer und Generalmajor der Polizei.
Vid andra världskrigets slut greps Huber och 1949 dömde en denazifieringsdomstol honom till ett års villkorlig dom samt 500 D-Mark i böter. Denna dom upphävdes dock och en högre instans dömde Huber till fem års arbetsläger. Från 1955 fram till pensionen var Huber anställd som bokhållare vid ett företag i München som tillverkade kontorsmaskiner.